# Amina Annabi
Amina Annabi (en árabe: أمينة العنابي, Amina Al-Annabi, nacida el 5 de marzo de 1962, Cartago) es una cantante y actriz franco-tunecina. Y vive en(Cartago)Túnez

## Comienzos
Amina nació en una familia de músicos. Su abuela era música y uno de sus tíos participó en la creación del Festival de Tabarka en Túnez. En 1975, Amina y su madre, una talentosa música y compositora, se trasladaron a París. 
Tres años más tarde, Amina formó su propio grupo. El grupo hizo numerosas apariciones en las escuelas locales, pero fue en 1982 cuando Amina empezó a construir su carrera en solitario.

## Eurovisión
En 1991, Amina fue elegida para representar a Francia en el Festival de la Canción de Eurovisión 1991, en Roma. Con su canción, C'est le dernier qui a parlé qui a raison
consiguió 146 puntos, empatada con Carola en la primera posición. Finalmente, la sueca fue quien se llevó la victoria por haber conseguido más veces 10 puntos.

## Discografía
- Yahil - 1990
- Wa di yé - 1992
- Annabi - 1999
- Nomad - 2001

## Canciones
- 3ada El Ghazal
- Alguien cantó
- Annabi
- Allah Ya Moulena
- Belly dance
- C'est le dernier qui a parlé
- Dis-moi pourquoi
- Ederlezi
- Ezzayakoum
- Habibi
- La mauvaise graine
- Lirrili
- Mektoubi
- My Man
- Waadileh
- Ya baba
- Zahra

## Películas
- Maman (1990).
- The Sheltering Sky (1990).
- La belle histoire  (1992).
- La nuit sacrée  (1993).
- The Hour of the Pig (1993).
- Cleopatra (TV) (1999).
- La mécanique des femmes (2000).
- Philosophale (2001).
- Inch'Allah Dimanche (2001).
- Dreams of Trespass (2002).
- Les marins perdus (2003).
- Il était une fois dans l'oued (2005).
- Comme tout le monde (2006).
- Cairo Time (2009)